# Rivière Ojima
Pour les articles homonymes, voir Ojima.
La rivière Ojima est un affluent du lac Turgeon, dans le territoire non organisé de Rivière-Ojima et dans les municipalités de Val-Saint-Gilles et Authier-Nord, dans la municipalité régionale de comté (MRC) de Abitibi-Ouest, dans la région administrative de Abitibi-Témiscamingue, au Québec, au Canada.

## Géographie
Les bassins versants voisins sont :
- côté nord : lac Turgeon, ruisseau Kodiga ;
- côté est : ruisseau Déception, rivière Trudelle, rivière de la Perdrix ;
- côté sud : rivière La Sarre, lac Macamic, ruisseau Chazel ;
- côté ouest : cours d'eau Brodeur, rivière Lavergne, cours d'eau Morin, ruisseau Leslie.

La rivière Ojima prend sa source à l'embouchure d'un lac non identifié (altitude : 297 m) situé dans Authier-Nord au sud-est de la Colline Oditan (altitude 457 m) à l'est de la frontière Ontario-Québec, au sud-est de l'embouchure de la rivière Ojima et au nord-est du centre-ville de La Sarre.
À partir de sa source, la rivière Ojima coule sur environ 22 km entièrement en zone forestière selon ces segments :
- vers le nord-ouest dans le canton de Chazel, jusqu'au chemin du rang 6e et 7e Est, qu'elle coupe à l'ouest de Saint-Eugène-de-Chazel ;
- vers le nord-est en formant une boucle vers l'ouest où elle traverse la partie est de la municipalité de Val-Saint-Gilles, et en serpentant en fin de segment jusqu'à l'embouchure de la rivière[2].

L'embouchure de la rivière Ojima se déverse sur la rive sud du lac Turgeon. Cette embouchure de la rivière est située au sud-est de la décharge du lac Turgeon et à une dizaine de kilomètres au nord-est de Val-Saint-Gilles.

## Toponymie
Le toponyme Rivière Ojijma a été officialisé le 5 décembre 1968 à la Commission de toponymie du Québec, soit à la création de cette commission.